# Giorgio Vaccaro
Giorgio Vaccaro (San Marzanotto d'Asti, 12 de outubro de 1892 - Roma, 25 de setembro de 1983) foi um político, general do exército italiano e dirigente esportivo.
Em 1929, durante os preparativos para a Copa do Mundo de Futebol de 1934, Benito Mussolini resolveu exonerar Leandro Arpinati, então presidente da Federação Italiana de Futebol, sem nenhuma explicação oficial, e entregar o cargo para Giorgio Vaccaro, homem de sua inteira confiança, numa atitude autoritária. Vencer a Copa seria algo estratégico para Mussolini, interessado em usar o mundial como propaganda do regime fascista.
| “                                                                   | Sua responsabilidade, Vaccaro, é o título mundial. Não sei como você vai fazer isso, mas vencer é uma ordem, não é um pedido. | ” |
| — Benito Mussolini, para Giorgio Vaccaro, antes do Mundial de 1934, | |   |

Foi de Vaccaro a ideia de entregar o comando da seleção italiana nas mãos de Vittorio Pozzo.
Vaccaro foi também dirigente da Lazio, clube mais popular da capital na época, e conseguiu manter o clube isento de fusões entre clubes, promovidas por Mussolini, algo que ocorreu em diversas cidades, inclusive em Roma, quando Alba Audace, Fortitudo e Roman se fundiram e formaram o Roma, em 1927.